# Sigurður Nordal
Sigurður Nordal (14 settembre 1886 – 21 settembre 1974) è stato uno scrittore e poeta islandese, tra i più importanti studiosi islandesi del XX secolo.
Le sue teorie sulle saghe islandesi contribuirono alla formazione della scuola di pensiero che considera le saghe come prodotto letterario di autori individuali, rifiutando quindi la teoria della provenienza dalla tradizione orale.